# Manifest české moderny
Manifest Česká moderna byl vydán v prvním čísle roku 1896 v časopise Rozhledy a formuloval představy a požadavky nové generace umělců. Autoři manifestu, mezi nimiž byli F. X. Šalda, František Václav Krejčí, Antonín Sova, Otokar Březina, Josef Svatopluk Machar, Vilém Mrštík a Josef Karel Šlejhar, prosazovali individualismus v literatuře a požadovali právo na osobité pojetí tvůrčí práce. 
Před vydáním manifestu došlo k tzv. sporům o Hálka, které vyvolal Macharův článek v Naší době z 20. října 1894. V něm označil Hálka za druhořadého básníka a vyzdvihl přínos Jana Nerudy. Macharova kritika vyvolala v tisku řadu útoků, což podnítilo myšlenku o semknutí mladých autorů k společné aktivitě proti politickému žurnalismu a zastáncům dosavadního směru literatury. Již v lednu 1895 začal Machar vážně uvažovat o vydání "prohlášení mladých", přičemž teze k manifestu byly nakonec sepsány v říjnu, většinou za přispění Šaldy. Není však zcela jasné, které pasáže patří jednotlivým autorům.
Mladá generace spisovatelů byla bez jednotného uměleckého programu, spojoval je především rozchod s vládnoucí politikou, nonkonformismus a polemika s politickými představiteli. Tato generace se odlišovala od svých předchůdců a navazovala na tradice Havlíčka a Nerudy.

## Zánik České moderny
Za hlavní viníky rozporů v rámci České moderny byli považováni Vilém Mrštík a F. X. Šalda, přičemž Mrštík byl označen jako ten, kdo „zatloukal poslední hřebík do rakve“ tohoto hnutí. J. K. Šlejhar, který měl k manifestu negativní postoj, vyjádřil se o něm jako o „pustém žvástu“, což vyvolává otázky ohledně jeho skutečných záměrů, zejména ve světle jeho dřívějšího souhlasu s modernou.
Situace uvnitř skupiny se začala komplikovat už v říjnu 1895, kdy Krejčí vyjádřil obavy o její stabilitu, jelikož její členové se neshodovali a čelili osobním antipatiím. Po dvou měsících existence se začali jednotlivci osamostatňovat, přičemž mnozí již neviděli smysl v kolektivním úsilí. V tomto kontextu J. Třebický ve svém článku Zasláno kritizoval mladé autory a vyzval k větší shovívavosti vůči staré generaci, což pobouřilo Šaldu a Machara, vedoucí k Šaldovu rozhodnutí vystoupit z České moderny.
I když se situace komplikovala a někteří autoři, jako Antonín Sova, se od skupiny distancovali, Machar a Šalda i nadále usilovali o prosazení ideálů manifestu a jeho oživení. Přes rozpad České moderny se Machar a Šalda stali populárními autory, přičemž Macharovy knihy se prodávaly ve velkých nákladech a Šalda si udržel status významné kritické autority.